# Génériques
Pour les articles homonymes, voir Générique.
Génériques est, en France, une association qui a pour but la sauvegarde et la mémoire de l'histoire de l'immigration. Elle est active de 1987 à 2018. Ses domaines d'intervention sont : la préservation et la valorisation des fonds d'archives privées et publics de l'histoire de l'immigration, la mise à disposition pour les chercheurs et le public de ressources sur l'histoire de l'immigration, le développement et la promotion d'événements culturels liés à l'immigration (expositions, colloques, etc.) et l'écriture et la publication d'ouvrages de référence sur l'histoire de l'immigration en France et en Europe. En cela, Génériques a largement contribué à la reconnaissance morale et politique des immigré⋅es et de leurs descendant⋅es en France.

## Historique
L'association Génériques a été créée en 1987 avec pour objectif « d’entreprendre et de soutenir toute action permettant d’améliorer la connaissance des phénomènes migratoires en France et dans le monde, par des activités tant scientifiques que culturelles ».
Elle voit le jour dans un contexte, marqué par La Marche pour l'Égalité et contre le Racisme de 1983, où les travailleurs immigrés luttent de plus en plus pour leurs droits, contre les violences d'État et pour l'auto-détermination du peuple palestinien. Les fondateurs de l'association (parmi lesquels Driss El Yazami et Saïd Bouziri) ont aussi contribué à la création de deux journaux centrés sur la vie et la situation de l’immigration maghrébine en France, Sans Frontière et Baraka.
Dans le cadre qu'elle s'est fixée, l’association a entrepris un important travail de sauvegarde, de préservation et d’inventaire des archives privées de l’immigration en France. Il vise à préserver le patrimoine que constituent les archives de l’immigration et à le valoriser de manière à montrer l’apport des étrangers à l’histoire culturelle, politique, économique et sociale du pays. Avec des objectifs clairement définies, Génériques voulaient rompre avec les codes militants tout en œuvrant dans le sens de la reconnaissance politique des immigré⋅es. Ainsi que l'écrit  "La structure devait donc répondre à trois exigences impératives : d’abord, la mise en place d’une équipe professionnalisée permanente ; ensuite, une rigueur scientifique incontestable, obtenue grâce à l’appel à des chercheurs et au travail en partenariat avec différents laboratoires de recherche, des centres universitaires et les Archives de France ; enfin, maintenir une grande qualité visuelle et graphique dans tous les travaux, publications, expositions ou productions de l’association, qui portent sur les thématiques de l’histoire de l’immigration."
L'association Génériques a réalisé en 1989 la première grande exposition consacrée à l'histoire de l'immigration en France. Inaugurée dans le cadre du bicentenaire de la Révolution française, l'exposition France des étrangers-France des libertés restitue deux siècles de cette histoire à travers les journaux publiés par les communautés immigrées en France et reçoit l'accueil enthousiaste d'un grand public et de la presse,.
Encouragée par ce succès, Génériques s'est constituée comme organisme de recherche et de création culturelle sur l'histoire et la mémoire de l'immigration en France aux XIXe et XXe siècles. Sensible à la valorisation du patrimoine de l'immigration, Génériques a engagé en 1992, en partenariat avec la Direction des Archives de France, l'Inventaire national des sources d'archives sur les étrangers.

## Domaines de recherche et productions
Depuis plus de dix ans Génériques s'attache ainsi à inventorier les archives publiques territoriales et nationales, et les sources iconographiques et audiovisuelles sur les étrangers en France. Elle a publié, en coédition avec la Direction des Archives de France, Les étrangers en France - Guide des sources d'archives publiques et privées - XIXe – XXe siècles en 4 tomes, préfacé par Martine Aubry, ministre de l'Emploi et de la Solidarité, et Catherine Trautmann, ministre de la Culture et de la Communication. Pierre-Dominique Cheynet et Michel Dreyfus ont notamment collaboré à la réalisation de cet ouvrage,,. Un cinquième tome est en cours de préparation.
Génériques œuvre également pour la sauvegarde des archives privées de l'immigration -archives provenant d'associations communautaires ou de solidarité, d'organismes d'accueil et d'hébergement, de syndicats, de militants... - et pour leur mise à disposition auprès de tous publics.
L'association a également organisé un colloque à Marseille (9-10 juin 2007) intitulé "Les footballeurs maghrébins en France au XXe siècle". L'événement a rencontré un franc-succès et a eu un écho dans les pages de France Football, El Watan, La Provence, Al Jazeera Sport, L'Équipe et France Culture. Parmi les invités et participants à ces rencontres figuraient notamment les anciennes stars du football Rachid Mekhloufi, Mustapha Zitouni, Alim Ben Mabrouk, Mustapha Dahleb, Kader Ferhaoui, Nordine Kourichi, Chérif Oudjani...

### Institutions partenaires
Génériques est devenue un organisme de référence, en France mais aussi en Europe, sur le patrimoine archivistique et historique de l'immigration. À ce titre, elle a organisé plusieurs séminaires ou colloques, avec des partenaires français et internationaux. Génériques est membre du réseau Association of European Migrations Institutions (AEMI), ainsi que des instances de la Cité nationale de l'histoire de l'immigration (CNHI). Génériques est aussi à l'origine de la biennale sur les migrations maghrébines, en partenariat avec plusieurs équipes de recherche du Maghreb.
L'association travaille également en étroite collaboration avec La contemporaine, l'Acsé (anciennement "Fonds d'aide et de soutien pour l'intégration et la lutte contre les discriminations", FASILD), financé par le Ministère de la culture et de la communication. Génériques est également membre du Collectif des centres de documentation en histoire ouvrière et sociale (CODHOS).

### Éditions Mémoires-Génériques
Génériques est également un éditeur. Les éditions Mémoire-Génériques publient ou s'associent à de nombreuses publications d'ouvrages scientifiques ou à destination du grand public sur l'histoire de l'immigration. Les éditions Mémoire-Génériques publient en particulier la revue Migrance, première revue européenne spécialisée dans l'histoire de l'immigration. Cette publication connaît une diffusion internationale. De nombreux spécialistes ont collaboré à cette revue, dont Benjamin Stora, Max Lagarrigue (en), Alec Hargreaves, Yvan Gastaut, André Costes...
Génériques participe aussi régulièrement à la préparation de documentaires, d'émissions radiophoniques et de manifestations culturelles sur la présence des étrangers en France, notamment par des recherches d'iconographies inédites ou par des conseils dans le repérage de documents d'archives encore peu exploités.

### Centre de ressources
L'association dispose d'un centre de ressources en relation avec l'histoire de l'immigration. Ce centre met à disposition les fonds d'archives conservés dans ses locaux, sa collection de plus de 4000 affiches et journaux, ainsi que sa bibliothèque comprenant plus de 1200 ouvrages. Génériques dispose également d'une base de données, consultable en ligne via son site. Celle-ci est composée d'une base de ressources sur les affiches de l'immigration (collectées depuis 1970), des archives publiques et privées de France (depuis 1800), de journaux (depuis 1800) et de photographies (depuis 1990). Un dictionnaire biographique, constitué de notices sur des personnalités marquantes depuis le milieu du XVIIIe siècle.

## Fin et bilan de l'association
En 2018, la réduction voire la disparition de nombreuses subventions a conduit à la dissolution de l'association après un peu plus de trente ans d'activité. Le bilan tiré par le dernier secrétaire général de l'association est le suivant : "Des dizaines de milliers de sources d'archives ont été identifiées dans les centres de conservation du patrimoine, des centaines de fonds privés ont pu être sauvegardés et rendus public. Ces ressources ont permis d'essaimer, de nourrir des centaines de projets et de progresser dans une meilleure connaissance de l'histoire de l'immigration." En outre, la sortie de documentaires télévisés sur l'histoire de l'immigration et ses apports et la création du Musée national de l'histoire de l'immigration témoignent du progrès fait dans la prise en compte de l'immigration dans la mémoire nationale.